# 芒约奘寺
芒约奘寺，傣语称雷奘相，意为“宝石山佛寺”，位于云南省德宏傣族景颇族自治州瑞丽市姐相乡顺哈村西北2.5千米处的山丘上，是上座部佛教传入德宏地区最早建立的奘寺。

## 历史
传说中，雷奘相始建于13世纪中晚期，1340年后发生灭教运动，寺庙倒塌，历史中断。1982年文物普查时，曾在雷奘相挖掘出明代烧制的红砖遗物，据此推断雷奘相始建年代至少为明朝。1880年，陇川人波素院根据经书记载，发掘出雷奘相遗址，与户育景颇族头人商议，重建了雷奘相佛寺。1895年再次倒塌，1902年，棒蚌佛爷牵头重建佛寺，其后勐卯土司祖太又在此建塔一座，自此成为土司的“官寺”。1958年“大跃进”时期被毁，1984年重建砖木结构大殿，1988年重建白象塔。1989年4月20日，以“芒约雷奘相奘寺”名称列入瑞丽县文物保护单位。2012年8月，在原址重建新寺，在白象塔旁新建金象群塔。
雷奘相大殿前坡下有一片文化层，出土有新石器时代遗物。

## 建筑
雷奘相由大殿、僧侣住房、沙弥尼居室组成，建筑面积200平方米，其中大殿建筑面积约120平方米。重建前，大殿为砖木结构，单檐庑殿式屋顶，面阔三间、进深六间，坐西向东，殿内供奉释迦牟尼像。大殿南面200米处建有高6米的群塔。